# كارينا بيسون
كارينا بيسون (بالإنجليزية: Karina Bisson)‏ هي لاعبة بولينغ بريطانية، ولدت في 7 يونيو 1966.